# Alexei Stanislawowitsch Fedortschenko

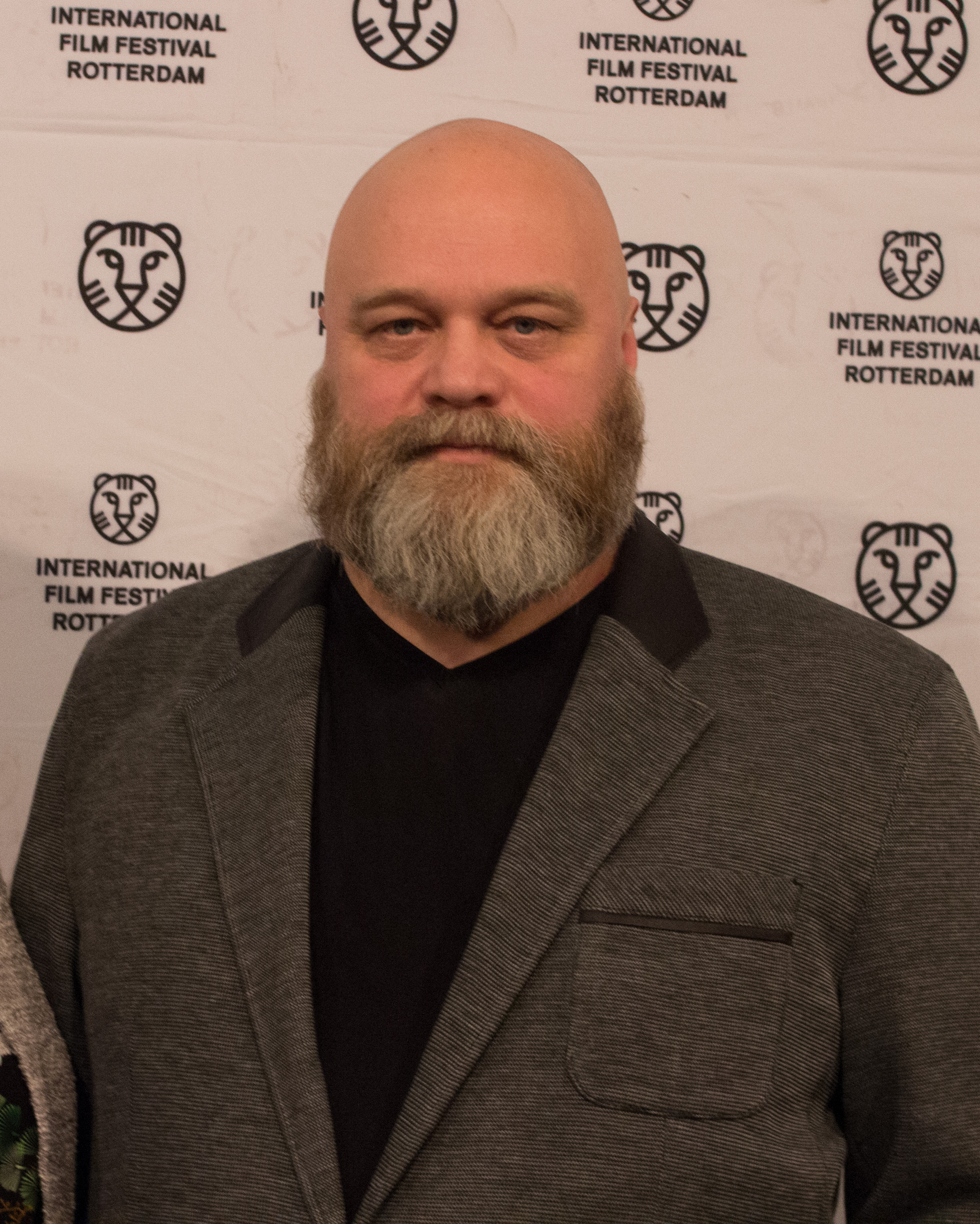
Aleksey Fedorchenko (2017)

Alexei Stanislawowitsch Fedortschenko (russisch Алексей Станиславович Федорченко; * 29. September 1966 in Sol-Ilezk) ist ein russischer Filmregisseur, Drehbuchautor und Filmproduzent.

## Leben
Alexei Fedortschenko besuchte das Polytechnische Institut des Urals in Swerdlowsk, wo er an den Fakultäten für Ingenieurwissenschaft und Wirtschaft studierte. Nach seinem Studienabschluss im Jahr 1988 arbeitete er als Wirtschaftsingenieur in einer Fabrik in Swerdlowsk. Mit dem Film kam Fedortschenko ab 1990 in Berührung, als er eine Stelle als leitender Volkswirt bei den 1943 gegründeten Swerdlowsker Filmstudios erhielt. Dort stieg er in den folgenden zehn Jahren zum Leiter der Produktionsabteilung des Filmstudios auf und war an der Herstellung von zahlreichen Filmen und Nachrichtenbeiträgen beteiligt.
Parallel zu seiner Arbeit als Film- und Fernsehproduzent besuchte Fedortschenko die Moskauer Filmhochschule WGIK, wo er sich von 1998 bis 2000 zum Drehbuchautor ausbilden ließ. Ersten Filmarbeiten widmete er sich ab Ende der 1990er Jahre. Nach dem Dokumentarfilm David (2002), der im schwedischen Stockholm und polnischen Lublin produziert wurde, steuerte Fedortschenko 2003 das Drehbuch zu Igor Woloschins Kurzfilm Ochota na saizew bei. Der internationale Durchbruch als Filmemacher gelang ihm 2005 mit seinem Langfilmdebüt First on the Moon (Perwyje na Lune). Der fiktionale Dokumentarfilm über eine russische Mondlandung im Jahr 1938 erhielt mehrere internationale Festivalpreise, darunter den Dokumentarfilmpreis in der Sektion Orizzonti der Internationalen Filmfestspiele von Venedig.
2007 folgte mit Schelesnaja doroga Fedortschenkos zweiter Langfilm. Das zwischen Drama und Komödie angesiedelte Werk stellt zwei Freunde in den Mittelpunkt, die einen Kohlenwagen aus einem Eisenbahnmuseum stehlen, um diesen später zu verkaufen. Drei Jahre später erhielt Fedortschenko für den Spielfilm Stille Seelen (2010; russischer Titel: Owsjanki) erneut eine Einladung zu den Filmfestspielen von Venedig, diesmal in den Wettbewerb um den Goldenen Löwen. Die Geschichte zweier Männer, die, einem Brauch des finnisch-ugrischen Volkes der Merja gemäß, die rituelle Bestattung einer Frau begehen, fand Anklang bei Kritikern. Stille Seelen wurde als einer der Favoriten auf den Hauptpreis gehandelt und gewann unter anderem den FIPRESCI-Preis und die Auszeichnung für die beste Kameraarbeit.

## Filmografie (Auswahl)
- 1999: Klassika Z (Классика Z)
- 2000: Neobyknowennyj konzert (Необыкновенный концерт)
- 2000: David (Давид)
- 2003: Deti beloj mogily (Дети Белой Могилы)
- 2005: Perwye na Lune (Первые на Луне)
- 2007: Schelesnaja doroga (Железная дорога)
- 2010: Stille Seelen, Owsjanki (russisch Овсянки)
- 2012: The Fourth Dimension
- 2012: Nebesnye scheny lugowych mari
- 2014: Angely rewoljuzii (Ангелы революции)[3]

## Auszeichnungen
Filmfestival Cottbus
- 2005: Spezialpreis und Preis für das beste Erstlingswerk der Studentenjury für Pervye na Lune

Ghent International Film Festival
- 2005: nominiert für den Grand Prix für Pervye na Lune

Open Russian Film Festival Kinotaur
- 2005: Bester Debütfilm und Preis der Vereinigung russischer Filmwissenschaftler und -kritiker für Pervye na Lune

Festival Internacional de Cine de Mar del Plata
- 2011: Beste Regie für Stille Seelen

Internationale Filmfestspiele von Venedig
- 2005: Dokumentarfilmpreis der Sektion Orizzonti für Pervye na Lune
- 2010: FIPRESCI-Preis, Premio Padre Nazareno Taddei und nominiert für den Goldenen Löwen für Ovsyanki

Internationales Filmfestival Warschau
- 2005: Lobende Erwähnung für Pervye na Lune